# Sports Illustrated
«Sports Illustrated» — американський щотижневий спортивний журнал, який видає медіахолдингом Time Warner. Виходить з серпня 1954 року. У журналу 3,3 мільйона передплатників, загальна кількість читачів перевищує 23000000. Журнал висвітлює насамперед американські спортивні змагання: НФЛ, МЛБ, НБА, НХЛ, студентські баскетбольні та футбольні турніри, перегони NASCAR, гольф, бокс, теніс; набагато меншою мірою висвітлюють футбол, який не є дуже популярним у США. З 1954 року редакція Sports Illustrated вручає приз найкращому спортсмену року, в окремих випадках це звання також присуджують спортивним командам. Випускають також спеціальні версії журналу для дітей і для жінок.
З 1964 року видається спеціальний щорічний випуск Sports Illustrated Swimsuit з фотографіями супермоделей в купальних костюмах на тлі екзотичних пейзажів. В різний час для випуску знімалися такі моделі як Кеті Айрленд, Ель Макферсон, Петра Немцова, Хайді Клум, Тайра Бенкс, Маріса Міллер, Сінді Кроуфорд, Наомі Кемпбелл і Бар Рафаелі. Крім моделей для журналу в купальниках позували відомі спортсменки: тенісистки Штеффі Граф, Серена та Вінус Вільямс, Анна Курникова, Марія Шарапова, Аманда Бірд, Лорен Джексон.